# مرصد أينشتاين
مرصد أينشتاين (بالإنجليزية: Einstein Observatory ‏(HEAO-2))‏ كان أول تليسكوب تصوير كامل بالأشعة السينية وضع في الفضاء وثاني مراصد الفيزياء الفلكية الثلاثة لناسا. وقد سمي (HEAO B) قبل الإطلاق، وغُيِّر اسم المرصد تشريفا لألبرت اينشتاين عند بلوغه المدار بنجاح.

## الإطلاق
أُطلِقَ المرصد في 13 نوفمبر من العام 1978 من كيب كانافيرال في فلوريدا على صاروخ معزز (Atlas-Centaur SLV-3D) إلي مدار دائري قريب على ارتفاع ابتدائي أعلي قليلًا من 500 كيلو متر. كان الميل المداري للمدار يساوي 23.5 درجة. مرصد أينشتاين دخل الغلاف الجوي للأرض مجددًا واحترق في 25 مارس عام 1982.

## المعدات
حمل مرصد أينشتاين تليسكوب سقوط كشطي لتركيز الآشعة السينية واحد فقط كبير وهو يقدم مستويات للحساسية لم يسبق لها مثيل (أفضل بمئات المرات من المستويات المحققة سابقًا) ودقة زاوية بالثانية القوسية للمصادر النقطية والأشياء الممتدة. لدي التليسكوب حساسية للطاقة في مدي بين 0.2 الي 3.5 كيلو إلكترون فولت. يوجد مجموعة من 4 أجهزة بؤرية مثبتة في القمر الصناعي:
- كاميرا تصوير ذات دقة عالية (HRI)، من 0.15 الي 3 كيلو إلكترون فولت
- تصوير العداد التناسبي (IPC)، من 0.4 الي 4 كيلو إلكترون فولت
- مطياف الحالة الصلبة (SSS)، من 0.5 الي 4.5 كيلو إلكترون فولت
- مطياف براج البؤري الكريستالي (FPCS)

يوجد أيضًا جهاز متحد المحور "MPC" هو مراقبة العداد التناسبي وتعمل على مدي بين 1 الي 20 كيلو إلكترون فولت ومرشحان يستخدمان مع كاشفات التصوير:
- مطياف ترشيح الموجات العريضة أو (BBFS) (عبارة عن مرشحات ألومنيوم وبيريليوم التي بإمكانها ان توضع في شعاع الاشعة السينية لتغيير الحساسية الطيفية).
- مطياف مقضب موضوعي (OGS)) شبكات نقل بدقة طيفية تساوي تقريبا 50.